# Andreza Helena Siqueira
Andreza Helena Siqueira (Belo Horizonte, 24 de novembro de 1986) é uma árbitra de futebol brasileira.

## Biografia e carreira
É natural de Belo Horizonte, Minas Gerais, mas passou sua infância e adolescência em Divinópolis, onde jogava futsal e futebol de campo. Voltou a residir na capital mineira para cursar jornalismo, porém, nunca exerceu a profissão.
Passou a integrar a da equipe de arbitragem da Federação Mineira de Futebol (FMF), em 2017. Em 2019, entrou para o quadro da Confederação Brasileira de Futebol (CBF). A partir da temporada de 2022, passou a ter o escudo da Federação Internacional de Futebol (FIFA).
Foi a primeira mulher a apitar as finais da segunda divisão do Campeonato Mineiro, além disso, também já atuou nas decisões do Campeonato Brasileiro Feminino Sub-20 e já apitou em jogos do Campeonato Sul-Americano Sub-17, no Uruguai.
Já arbitrou também na Supercopa Feminina, Campeonato Brasileiro – Série D e na Arnold Clark Cup.
Mesmo sendo árbitra dos quadros da FIFA desde de 2022, até abril de 2025, nunca atuou como árbitra principal de uma partida masculina da divisão principal do Campeonato Mineiro ou do Campeonato Brasileiro.

## Estatísticas
Estas são estatísticas das principais competições nacionais e internacionais.

### Jogos Pan-Americanos
Fonte: 
| Edição | Fase     | Data   | Partida        | Partida | Partida        | Estádio          | Cidade       | Cartões                       | Cartões                           | Cartões | Pênalti · Pênalti | Ref.  |
| Edição | Fase     | Data   | Mandante       | Placar  | Visitante      | Estádio          | Cidade       | Penalizado com cartão amarelo | Penalizado · Penalizado · Expulso | Expulso | Pênalti · Pênalti | Ref.  |
| ------ | -------- | ------ | -------------- | ------- | -------------- | ---------------- | ------------ | ----------------------------- | --------------------------------- | ------- | ----------------- | ----- |
| 2023   | Grupo A  | 22/out | Chile          | 1 – 0   | Paraguai       | Elías F. Brander | Valparaíso   | 6                             | 0                                 | 0       | 0                 | [ 6 ] |
| 2023   | Grupo B  | 28/out | Estados Unidos | 4 – 0   | Argentina      | Elías F. Brander | Valparaíso   | 1                             | 0                                 | 0       | 1                 | [ 7 ] |
| 2023   | Semifnal | 31/out | Chile          | 2 – 1   | Estados Unidos | Sausalito        | Viña del Mar | 2                             | 0                                 | 0       | 1                 | [ 8 ] |
| Total  | Total    | Total  | Total          | Total   | Total          | Total            | Total        | 9                             | 0                                 | 0       | 2                 |       |

### Competições amistosas
Fonte: 

#### Arnold Clark Cup
| Edição | Fase  | Data   | Partida       | Partida | Partida       | Estádio     | Cidade        | Cartões                       | Cartões                           | Cartões | Pênalti · Pênalti | Ref.   |
| Edição | Fase  | Data   | Mandante      | Placar  | Visitante     | Estádio     | Cidade        | Penalizado com cartão amarelo | Penalizado · Penalizado · Expulso | Expulso | Pênalti · Pênalti | Ref.   |
| ------ | ----- | ------ | ------------- | ------- | ------------- | ----------- | ------------- | ----------------------------- | --------------------------------- | ------- | ----------------- | ------ |
| 2023   | Única | 16/fev | Inglaterra    | 4 – 0   | Coreia do Sul | MK          | Milton Keynes | 3                             | 0                                 | 0       | 1                 | [ 9 ]  |
| 2023   | Única | 22/fev | Coreia do Sul | 1 – 2   | Itália        | Ashton Gate | Bristol       | 1                             | 0                                 | 0       | 0                 | [ 10 ] |
| Total  | Total | Total  | Total         | Total   | Total         | Total       | Total         | 4                             | 0                                 | 0       | 1                 |        |

### Competições da CBF
Fonte: 

#### Campeonato Brasileiro Feminino – Série A1
| Edição | Fase      | Data   | Partida             | Partida | Partida         | Estádio             | Cidade          | Cartões                       | Cartões                           | Cartões | Pênalti · Pênalti | Ref.   |
| Edição | Fase      | Data   | Mandante            | Placar  | Visitante       | Estádio             | Cidade          | Penalizado com cartão amarelo | Penalizado · Penalizado · Expulso | Expulso | Pênalti · Pênalti | Ref.   |
| ------ | --------- | ------ | ------------------- | ------- | --------------- | ------------------- | --------------- | ----------------------------- | --------------------------------- | ------- | ----------------- | ------ |
| 2023   | 1.ª fase  | 26/mar | Atlético Mineiro    | 1 – 0   | Real Brasília   | Arena Vera Cruz     | Betim           | 5                             | 0                                 | 0       | 0                 | [ 11 ] |
| 2023   | 1.ª fase  | 21/abr | Cruzeiro            | 3 – 0   | Real Ariquemes  | Alterosas           | Belo Horizonte  | 7                             | 0                                 | 0       | 0                 | [ 12 ] |
| 2023   | 1.ª fase  | 29/abr | Atlético Mineiro    | 0 – 1   | Bahia           | Alterosas           | Belo Horizonte  | 3                             | 0                                 | 0       | 0                 | [ 13 ] |
| 2023   | 1.ª fase  | 22/mai | Cruzeiro            | 3 – 1   | Flamengo        | Alterosas           | Belo Horizonte  | 3                             | 0                                 | 0       | 0                 | [ 14 ] |
| 2023   | Quartas   | 18/jun | Flamengo            | 1 – 3   | Santos          | Raulino de Oliveira | Volta Redonda   | 2                             | 0                                 | 0       | 0                 | [ 15 ] |
| 2023   | Semifinal | 2/set  | Ferroviária         | 0 – 2   | São Paulo       | Fonte Luminosa      | Araraquara      | 3                             | 0                                 | 0       | 0                 | [ 16 ] |
| 2024   | 1.ª fase  | 15/mar | Palmeiras           | 3 – 2   | Flamengo        | Jayme Cintra        | Jundiaí         | 3                             | 0                                 | 0       | 1                 | [ 17 ] |
| 2024   | 1.ª fase  | 12/abr | Santos              | 1 – 3   | Corinthians     | Vila Belmiro        | Santos          | 3                             | 0                                 | 0       | 0                 | [ 18 ] |
| 2024   | 1.ª fase  | 5/mai  | Red Bull Bragantino | 1 – 0   | Real Brasília   | Gabriel M. Silva    | Sant. Parnaíba  | 3                             | 0                                 | 0       | 0                 | [ 19 ] |
| 2024   | 1.ª fase  | 12/mai | Corinthians         | 3 – 2   | São Paulo       | Neo Química Arena   | São Paulo       | 4                             | 0                                 | 0       | 0                 | [ 20 ] |
| 2024   | 1.ª fase  | 21/ago | Corinthians         | 3 – 1   | Avaí/Kindermann | Parque São Jorge    | São Paulo       | 1                             | 0                                 | 0       | 0                 | [ 21 ] |
| 2024   | Quartas   | 28/ago | Ferroviária         | 2 – 0   | Internacional   | Fonte Luminosa      | Araraquara      | 5                             | 0                                 | 0       | 0                 | [ 22 ] |
| 2024   | Semifinal | 1/set  | Palmeiras           | 1 – 3   | Corinthians     | Jayme Cintra        | Jundiaí         | 6                             | 0                                 | 0       | 1                 | [ 23 ] |
| 2025   | 1.ª fase  | 30/mar | Juventude           | 1 – 2   | Fluminense      | P. E. M. Vinhedos   | Bento Gonçalves | 1                             | 0                                 | 0       | 1                 | [ 24 ] |
| Total  | Total     | Total  | Total               | Total   | Total           | Total               | Total           | 49                            | 0                                 | 0       | 3                 |        |

#### Campeonato Brasileiro Masculino – Série C
| Edição | Fase     | Data   | Partida       | Partida | Partida   | Estádio             | Cidade        | Cartões                       | Cartões                           | Cartões | Pênalti · Pênalti | Ref.   |
| Edição | Fase     | Data   | Mandante      | Placar  | Visitante | Estádio             | Cidade        | Penalizado com cartão amarelo | Penalizado · Penalizado · Expulso | Expulso | Pênalti · Pênalti | Ref.   |
| ------ | -------- | ------ | ------------- | ------- | --------- | ------------------- | ------------- | ----------------------------- | --------------------------------- | ------- | ----------------- | ------ |
| 2024   | 1.ª fase | 28/abr | Volta Redonda | 2 – 1   | Floresta  | Raulino de Oliveira | Volta Redonda | 8                             | 0                                 | 0       | 1                 | [ 25 ] |
| Total  | Total    | Total  | Total         | Total   | Total     | Total               | Total         | 8                             | 0                                 | 0       | 1                 |        |

#### Campeonato Brasileiro Masculino – Série D
| Edição | Fase      | Data   | Partida         | Partida | Partida          | Estádio           | Cidade      | Cartões                       | Cartões                           | Cartões | Pênalti · Pênalti | Ref.   |
| Edição | Fase      | Data   | Mandante        | Placar  | Visitante        | Estádio           | Cidade      | Penalizado com cartão amarelo | Penalizado · Penalizado · Expulso | Expulso | Pênalti · Pênalti | Ref.   |
| ------ | --------- | ------ | --------------- | ------- | ---------------- | ----------------- | ----------- | ----------------------------- | --------------------------------- | ------- | ----------------- | ------ |
| 2023   | 1.ª f./A1 | 22/jul | São Raimundo-RR | 7 – 0   | São Francisco-AC | Canarinho         | Boa Vista   | 4                             | 0                                 | 0       | 1                 | [ 26 ] |
| 2023   | 1.ª f./A2 | 8/jun  | Caucaia         | 0 – 0   | Maranhão         | Raimundão         | Caucaia     | 4                             | 0                                 | 0       | 0                 | [ 27 ] |
| 2023   | 1.ª f./A5 | 14/mai | Iporá           | 8 – 1   | Interporto       | Ferreirão         | Iporá       | 3                             | 0                                 | 0       | 0                 | [ 28 ] |
| 2023   | 1.ª f./A6 | 8/jul  | Santo André     | 2 – 0   | Nova Iguaçu      | Bruno José Daniel | Santo André | 4                             | 0                                 | 0       | 0                 | [ 29 ] |
| 2024   | 1.ª f./A1 | 9/jun  | Manaus          | 2 – 0   | Rio Branco-AC    | Colina            | Manaus      | 4                             | 0                                 | 0       | 0                 | [ 30 ] |
| 2024   | 1.ª f./A5 | 23/jun | CRAC            | 4 – 1   | Capital-TO       | Genervino Fonseca | Catalão     | 3                             | 0                                 | 0       | 0                 | [ 31 ] |
| Total  | Total     | Total  | Total           | Total   | Total            | Total             | Total       | 22                            | 0                                 | 0       | 1                 |        |

#### Supercopa do Brasil Feminino
| Edição | Fase      | Data   | Partida       | Partida | Partida       | Estádio         | Cidade         | Cartões                       | Cartões                           | Cartões | Pênalti · Pênalti | Ref.   |
| Edição | Fase      | Data   | Mandante      | Placar  | Visitante     | Estádio         | Cidade         | Penalizado com cartão amarelo | Penalizado · Penalizado · Expulso | Expulso | Pênalti · Pênalti | Ref.   |
| ------ | --------- | ------ | ------------- | ------- | ------------- | --------------- | -------------- | ----------------------------- | --------------------------------- | ------- | ----------------- | ------ |
| 2023   | Semifinal | 8/fev  | Flamengo      | 3 – 2   | Real Brasília | Luso-Brasileiro | Rio de Janeiro | 0                             | 0                                 | 0       | 0                 | [ 32 ] |
| 2024   | Quartas   | 11/fev | Internacional | 2 – 4   | Corinthians   | Beira-Rio       | Porto Alegre   | 3                             | 0                                 | 0       | 0                 | [ 33 ] |
| Total  | Total     | Total  | Total         | Total   | Total         | Total           | Total          | 3                             | 0                                 | 0       | 0                 |        |